# ヨークトン
ヨークトン（英: Yorkton）は、カナダ・サスカチュワン州南東部の市。ウィニペグの北西約450km、サスカトゥーンの南東約300kmの辺りにある。
ヨークトンは1882年に入植開始され、1928年に市制施行された。

## 歴史
1882年に実業家と投資家の一群がヨーク農民入植会社（York Farmers Colonization Company）を設立。マニトバ州境近境の国有地を購入するための30万ドルの債務証書と土地購入の公的保証を携えて北西準州のアシニボイア地域を訪れたが、その地域を気に入りリトル・ホワイトサンド川（現ヨークトン川）近辺の6つの地区の一部を入植用と事業用として購入した。これがヨーク入植地の中心となった。
この会社は、リトル・ホワイトサンド川岸に入植地を築き、土地購入者に区画を分配した。この入植地は1889年まで維持された。
1889年に鉄道がこのヨークトン地域に延伸され、入植地は新しい線路沿いに移設された.。
2010年7月に雷雨警報が発令し、豪雨と豆のサイズの雹や強風、雷が観測され、その後は鉄砲水となった。市街中心地は洪水となり建物も被害を受けた。市は非常事態宣言を発令。2014年6月にも洪水による非常事態宣言を発令した。

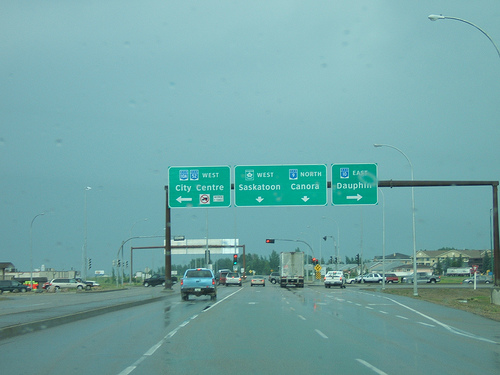
ヨークトン近郊のイエローヘッド・ハイウェイ

## 交通

### 航空
- ヨークトン市立空港（Yorkton Municipal Airport）：第2次大戦中に訓練基地として建設。

### 道路
- サスカチュワン州道52号線
- サスカチュワン州道10号線
- サスカチュワン州道9号線
- サスカチュワン州道16号線（サスカチュワン州内のイエローヘッド・ハイウェイ、トランスカナダハイウェイの一部）

### 鉄道
ヨークトンはカナディアン・ナショナル鉄道支線の駅があり、カナダ太平洋鉄道は幹線の駅がある。

### 市内交通
- ヨークトン交通局